# Ernest Laszlo
Ernest Laszlo (Budapest, 23 aprile 1898 – Los Angeles, 6 giugno 1984) è stato un direttore della fotografia ungherese naturalizzato statunitense.

## Biografia
Trasferitosi giovane negli Stati Uniti iniziò a lavorare per il cinema nel periodo del muto.
Nel 1966 vinse l'Oscar alla migliore fotografia per il film La nave dei folli. Durante la sua carriera ottenne altre sette candidature all'Oscar nella stessa categoria.

## Filmografia
- Avventura in Brasile (Road to Rio), regia di Norman Z. McLeod (1947)
- È tempo di vivere (Let's Live a Little), regia di Richard Wallace (1948)
- La traccia del serpente (Manhandled), regia di Lewis R. Foster (1949)
- La gioia della vita (Riding High), regia di Frank Capra (1950)
- The Jackie Robinson Story, regia di Alfred E. Green (1950)
- La diva (The Star), regia di Stuart Heisler (1952)
- Il mago Houdini (Houdini), regia di George Marshall (1953)
- Morti di paura (Scared Stiff), regia di George Marshall (1953)
- Stalag 17, regia di Billy Wilder (1953)
- La vergine sotto il tetto (The Moon Is Blue), regia di Otto Preminger (1953)
- Vera Cruz, regia di Robert Aldrich (1954)
- Un bacio e una pistola (Kiss Me Deadly), regia di Robert Aldrich (1955)
- Il kentuckiano (The Kentuckian), regia di Burt Lancaster (1955)
- Il grande coltello (The Big Knife), regia di Robert Aldrich (1955)
- ...e l'uomo creò Satana (Inherit the Wind), regia di Stanley Kramer (1960)
- Vincitori e vinti (Judgment at Nuremberg), regia di Stanley Kramer (1961)
- L'occhio caldo del cielo (The Last Sunset), regia di Robert Aldrich (1961)
- Questo pazzo, pazzo, pazzo, pazzo mondo (It's a Mad, Mad, Mad, Mad World), regia di Stanley Kramer (1963)
- La nave dei folli (Ship of Fools), regia di Stanley Kramer (1965)
- Un giorno... di prima mattina (Star!), regia di Robert Wise (1968)
- Airport, regia di George Seaton (1970)
- Il principio del domino: la vita in gioco (The Domino Principle), regia di Stanley Kramer (1977)